# Safar Abiev
Safar Akhoundbala oglou Abiev (né le 27 janvier 1950 à Bakou, en Azerbaïdjan), est le ministre de la défense de l’Azerbaïdjan du 6 février 1995 au 22 octobre 2013.